# Остаповка (Новоодесский район)
Остаповка (укр. Остапівка) — село в Новоодесском районе Николаевской области Украины.
Основано в 1861 году. Население по переписи 2001 года составляло 16 человек. Почтовый индекс — 56630. Телефонный код — 5167. Занимает площадь 0,146 км².

## Местный совет
56630, Николаевская обл., Новоодесский р-н, с. Антоновка, ул. Центральная, 17а